# Туманішвілі Микола Георгійович
Князь Микола Георгійович Туманішвілі (вірм. (Նիկոլա Թումանիշվիլի; 22 липня 1848 — після 1918) — генерал-лейтенант. Консул Вірменії в Одесі (Українська Держава) (1918).

## Життєпис
Походив зі стародавнього тифліського вірменського княжого роду. У 1866 році закінчив Миколаївський кадетський корпус, потім навчався в Миколаївському кавалерійському училищі, яке не закінчив, однак здав офіцерський іспит в Єлисаветградському кавалерійському юнкерському училищі.
На службу вступив 1 травня 1866 року. У 1871—1872 рр. був прапорщиком міліції Тифліській губернії. З 24 липня 1878 року — в званні корнета; брав участь на Кавказі в російсько-турецькій війні 1877—1878 рр..
Поручик гвардійської кавалерії — з 17 серпня 1885 року. Протягом п'яти років, 1889—1894, був начальником лейб-гвардії команди кримських татар Власного Й. І. В. конвою. Був проведений 6 грудня 1894 року в полковники і направлений в розпорядження чергового при Й. І. В. генерала, після чого, з 3 квітня 1896, тривалий час був в розпорядженні палацового коменданта. У 1902 році призначений командиром 2-ї бригади Сибірської козачої дивізії. З 6 грудня 1903 року — генерал-майор. З 15 листопада 1905 року — генерал для особливих доручень при Міністерстві Імператорського Двору. Отримав звання генерал-лейтенанта 6 грудня 1911 року.
У 1918 році був призначений консулом Вірменії в Одесі (Українська Держава).

## Нагороди та відзнаки
- орден Св. Станіслава 3-й ст. (1884)
- орден Св. Анни 3-й ст. (1887)
- Орден Св. Станіслава 2-й ст. (1891)
- Орден Св. Анни 2-й ст. (1896)
- орден Св. Володимира 4-й ст. (1899)
- Орден Св. Володимира 3-го ст. (1902)
- Орден Св. Станіслава 1-й ст. (1905)
- Орден Св. Анни 1-го ступеня. (1909)
- Офіцерський хрест французького ордена Почесного Легіону
- Прусський орден Червоного Орла 3-й ст. (1890)
- Орден Благородної Бухари 3-й ст. (1892)
- Перський Орден Лева і Сонця 2-й ст. із зіркою (1894)
- Орден Благородною Бухари 2-й ст. (1899)
- Данський орден Данеброг а 3-й ст (1891)
- Турецька орден Меджидіє 2-й ст.
- Сербський Орден таковського хреста 3-й ст.
- Грецький орден Спасителя 2-го кл. (1894)
- Гессенський Орден Людвіга 1-го кл. (1894)
- Сіамський орден Корони 4-й ст. (1896)
- Командорський хрест румунського ордена Зірки
- Болгарський Орден «Святий Олександр» 2-го кл. (1897)